# Та (третя літера арабської абетки)

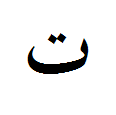
Ізольована форма літери

Та (араб. تاء; та̄’) — третя літера арабської абетки, позначає звук [t]. Не слід плутати та̄’ з т̣а̄’ — в українській мові їхні назви збігаються, проте їхнє звучання зовсім різне.
В ізольованій та кінцевій позиціях та має вигляд ﺕ; в серединній та початковій позиціях — ﺗ.
Та належить до сонячних літер.
В перській мові ця літера має назву «те» (перс. ته), звучить як [t] або передає гортанне зімкнення [ʔ].

## В юнікоді
| Юнікод         | U+062A            |
| Ім'я в юнікоді | ARABIC LETTER TEH |
| HTML           | &#1578;           |
| ISO 8859-6     | 0xca              |